# Organ-on-a-Chip
Ein Organ-on-Chip ist ein Biochip zur Simulation von Organen in einer Zellkultur.

## Eigenschaften
Ein Organ-on-a-Chip ist ein Mehrkanal-3-D-Mikrofluidik-Biochip, der die Aktivitäten, Mechanik und physiologischen Reaktionen von ganzen Organen und Organsystemen simuliert – eine Art künstliches Organ. Der Chip wird meistens aus Polydimethylsiloxan (PDMS) hergestellt.